# Barrage de Kalecik
Le barrage de Kalecik est un barrage de Turquie sur une rivière appelée localement Kalecik Çayı elle porte aussi le nom de Alçasu Çayı. C'est un affluent du fleuve Ceyhan.

## Sources
- (en) www.dsi.gov.tr/tricold/kalecik.htm Site de l'agence gouvernementale turque des travaux hydrauliques